# Revolução de 25 de Abril de 1974
A Revolução de 25 de Abril de 1974, também conhecida como Revolução dos Cravos, Revolução de Abril ou apenas por 25 de Abril, refere-se a um evento da história de Portugal resultante do movimento político e social, ocorrido a 25 de abril de 1974, que depôs o regime ditatorial do Estado Novo, vigente desde 1933, e que iniciou um processo que viria a terminar com a implantação de um regime democrático e com a entrada em vigor da nova Constituição a 25 de abril de 1976, marcada por forte orientação socialista.
Uma opinião diz que a Revolução de 25 de Abril de 1974 tem de revolução apenas o nome: tratou-se de um golpe de Estado conduzido por setores do próprio regime, que depuseram a ordem constitucional então vigente com mínima violência. Embora tenha encerrado uma ditadura, o processo não deixou de ser um golpe, uma vez que a substituição de poder ocorreu de forma ilegal, a partir do próprio sistema.
Esta ação foi liderada por um movimento militar, o Movimento das Forças Armadas (MFA), composto na sua maior parte por capitães que tinham participado na Guerra Colonial e que tiveram o apoio de oficiais milicianos. Este movimento surgiu por volta de 1973, baseando-se inicialmente em reivindicações corporativistas como a luta pelo prestígio das forças armadas, acabando por atingir o regime político em vigor. Com reduzido poderio militar e com uma adesão em massa da população ao movimento, a reação do regime foi praticamente inexistente e infrutífera, registando-se apenas quatro civis mortos e quarenta e cinco feridos em Lisboa, atingidos pelas balas da DGS.
O movimento confiou a direção do país à Junta de Salvação Nacional, que assumiu os poderes dos órgãos do Estado. A 15 de maio de 1974, o General António de Spínola foi nomeado Presidente da República. O cargo de primeiro-ministro seria atribuído a Adelino da Palma Carlos. Seguiu-se um período de grande agitação social, política e militar conhecido como o PREC (Processo Revolucionário em Curso), marcado por manifestações, ocupações, governos provisórios, nacionalizações e confrontos militares que terminaram com o 25 de novembro de 1975.
Estabilizada a conjuntura política, prosseguiram os trabalhos da Assembleia Constituinte para a nova constituição democrática, que entrou em vigor no dia 25 de abril de 1976, o mesmo dia das primeiras eleições legislativas da nova República. Na sequência destes eventos foi instituído em Portugal um feriado nacional no dia 25 de abril, denominado como "Dia da Liberdade".

## Contexto

### Estado Novo
Na sequência do golpe militar de 28 de maio de 1926, foi instaurada em Portugal uma ditadura militar que culminaria na eleição presidencial de Óscar Carmona em 1928. Foi durante o mandato presidencial de Carmona, período que se designou por "Ditadura Nacional", que foi elaborada a Constituição de 1933 e instituído um novo regime autoritário-ditatorial de inspiração fascista — "o Estado Novo". António de Oliveira Salazar passou então a controlar o país através do partido único designado por "União Nacional", ficando no poder até lhe ter sido retirado por incapacidade em 1968, na sequência de uma queda de uma cadeira em que sofreu lesões cerebrais. Foi substituído por Marcello Caetano, que pôs em prática a Primavera Marcelista e dirigiu o país até ser deposto no dia 25 de abril de 1974.
Durante o Estado Novo, Portugal foi sempre considerado como um país governado por uma ditadura pela oposição ao regime, pelos observadores estrangeiros e até mesmo pelos próprios dirigentes do regime. Durante o Estado Novo existiam eleições, que não eram universais e eram consideradas fraudulentas pela oposição.
O Estado Novo tinha como polícia política a PIDE (Polícia Internacional de Defesa do Estado), versão renovada da PVDE (Polícia de Vigilância e Defesa do Estado), que mais tarde foi reconvertida na DGS (Direcção-Geral de Segurança). A polícia política do regime, que recebeu formação da Gestapo e da CIA, tinha como objectivo censurar e controlar tanto a oposição como a opinião pública em Portugal e nas colónias. Na visão histórica dos ideólogos do regime, o país teria de manter uma política de defesa, de manutenção do ultramar, numa época em que os países europeus iniciavam os seus processos de descolonização progressiva. Apesar de séria contestação nos fóruns mundiais, como na ONU, Portugal manteve a sua política irredentista, endurecendo-a a partir do início dos anos 1960, face ao alastramento dos movimentos independentistas em Angola, na Guiné e em Moçambique.
Economicamente, o regime manteve uma política de condicionamento industrial que protegia certos monopólios e certos grupos industriais e financeiros (a acusação de plutocracia é frequente). O país permaneceu pobre até à década de 1960, sendo consequência disso um significativo acréscimo da emigração. Contudo, é durante a década de 60 que se notam sinais de desenvolvimento económico com a adesão de Portugal à EFTA.

### Isolacionismo

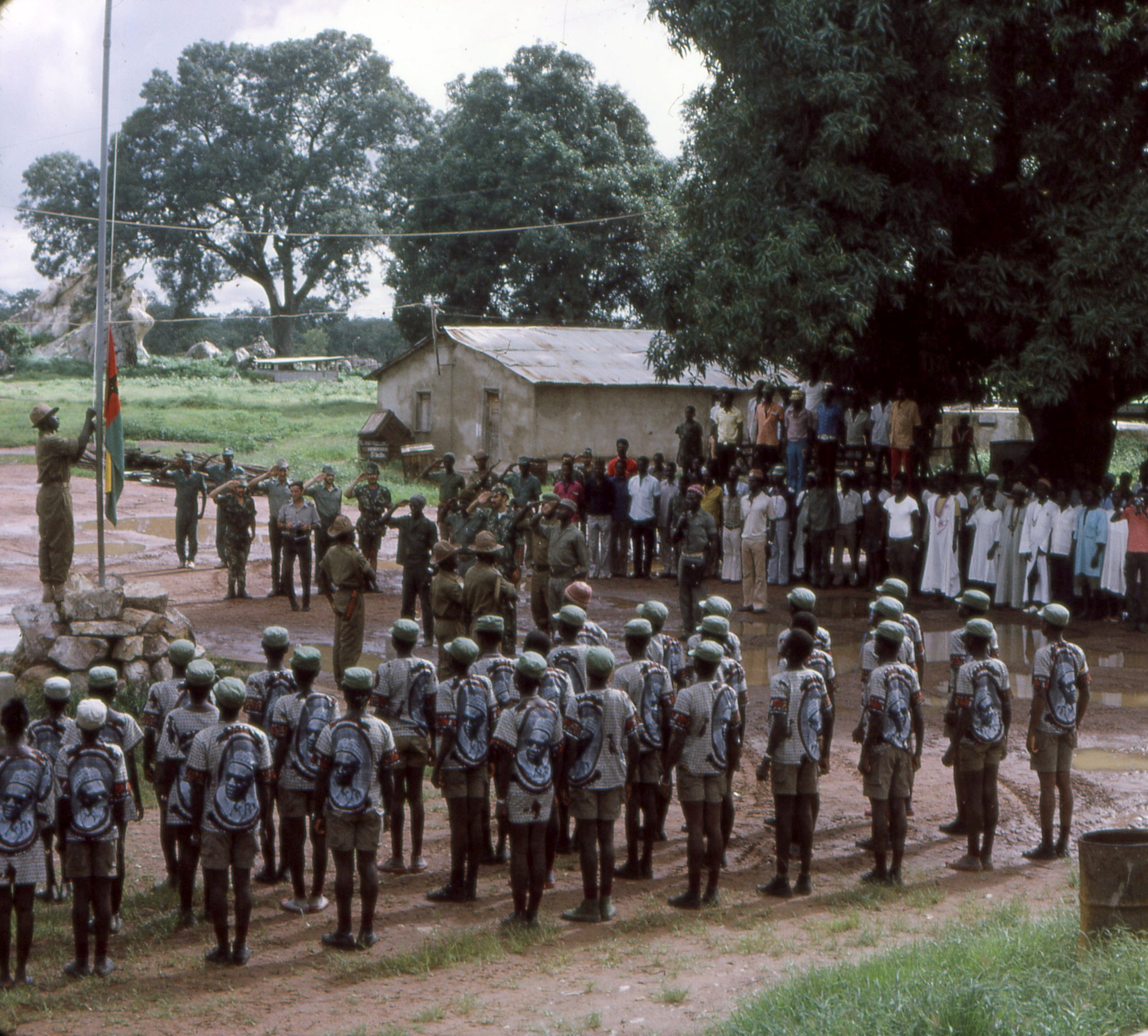
A Guerra do Ultramar, um dos precedentes para a revolução.

No início da década de setenta mantinha-se vivo o ideário salazarista. Continuavam os ideólogos do regime a alimentar o mito do «orgulhosamente sós», coisa que todos entendiam, num país periférico marcado pelo isolamento rural: estar ali e ter-se orgulho nisso eram valores, algo merecedor de respeito. Mesmo em plena Primavera Marcelista, Marcello Caetano, que sucedeu a Salazar no início da década (em 1970, ano da morte do ditador), não destoa. Sentindo o mesmo, age a seu modo, governa em isolamento, faz o que pode, mas um dia virá em que já nada pode fazer.
Qualquer tentativa de reforma política era impedida pela própria inércia do regime e pelo poder da sua polícia política (PIDE). Nos finais de década de 1960, o regime exilava-se, envelhecido, num ocidente de países em plena efervescência social e intelectual. Em Portugal cultivam-se outros ideais: defender o Império pela força das armas. O contexto internacional era cada vez mais desfavorável ao regime salazarista/marcelista. No auge da Guerra Fria, as nações dos blocos capitalista e comunista começavam a apoiar e financiar as guerrilhas das colónias portuguesas, numa tentativa de as atrair para a influência americana ou soviética. A intransigência do regime e mesmo o desejo de muitos colonos de continuarem sob o domínio português atrasaram o processo de descolonização: no caso de Angola e Moçambique, um atraso forçado de quase 20 anos.
A economia cresceu bastante, em particular no início da década de 1950. Economicamente, o regime mantinha a sua política de Corporativismo, o que resultou na concentração da economia portuguesa nas mãos de uma elite de industriais. A informação circulava e a oposição bulia. A guerra colonial tornava-se tema forte de discussão e era assunto de eleição para as forças antirregime. Portugal estava muito isolado do resto do mundo. Muitos estudantes e opositores viam-se forçados a abandonar o país para escapar à guerra, à prisão e à tortura.[carece de fontes?]

### Guerra colonial
Portugal mantinha laços fortes e duradouros com as suas colónias africanas, quer como mercado para os produtos manufaturados portugueses quer como produtoras de matérias-primas para a indústria portuguesa. Muitos portugueses viam a existência de um império colonial como necessária para o país ter poder e influência contínuos. Mas o peso da guerra, o contexto político e os interesses estratégicos de certas potências estrangeiras inviabilizariam essa ideia.
Apesar das constantes objeções em fóruns internacionais, como a ONU, Portugal mantinha as colónias considerando-as parte integral de Portugal e defendendo-as militarmente. O problema surge com a ocupação unilateral e forçada dos enclaves portugueses de Goa, Damão e Diu, em 1961. Em quase todas as colónias portuguesas africanas — Moçambique, Angola, Guiné, São Tomé e Príncipe e Cabo Verde — surgiam entretanto movimentos independentistas, que acabariam por se manifestar sob a forma de guerrilhas armadas. Estas guerrilhas não foram facilmente contidas, tendo conseguido controlar uma parte importante do território, apesar da presença de um grande número de tropas portuguesas que, mais tarde, seriam em parte significativa recrutadas nas próprias colónias.
Os vários conflitos forçavam Salazar e o seu sucessor Caetano a gastar uma grande parte do orçamento do Estado na administração colonial e nas despesas militares. A administração das colónias custava a Portugal um pesado aumento percentual anual no seu orçamento e tal contribuiu para o empobrecimento da economia portuguesa: o dinheiro era desviado de investimentos infraestruturais na metrópole. Até 1960 o país continuou relativamente frágil em termos económicos, o que aumentou a emigração para países em rápido crescimento e de escassa mão de obra da Europa Ocidental, como França ou Alemanha. O processo iniciava-se no fim da Segunda Guerra Mundial.

## Revolução dos Cravos

### Prelúdio

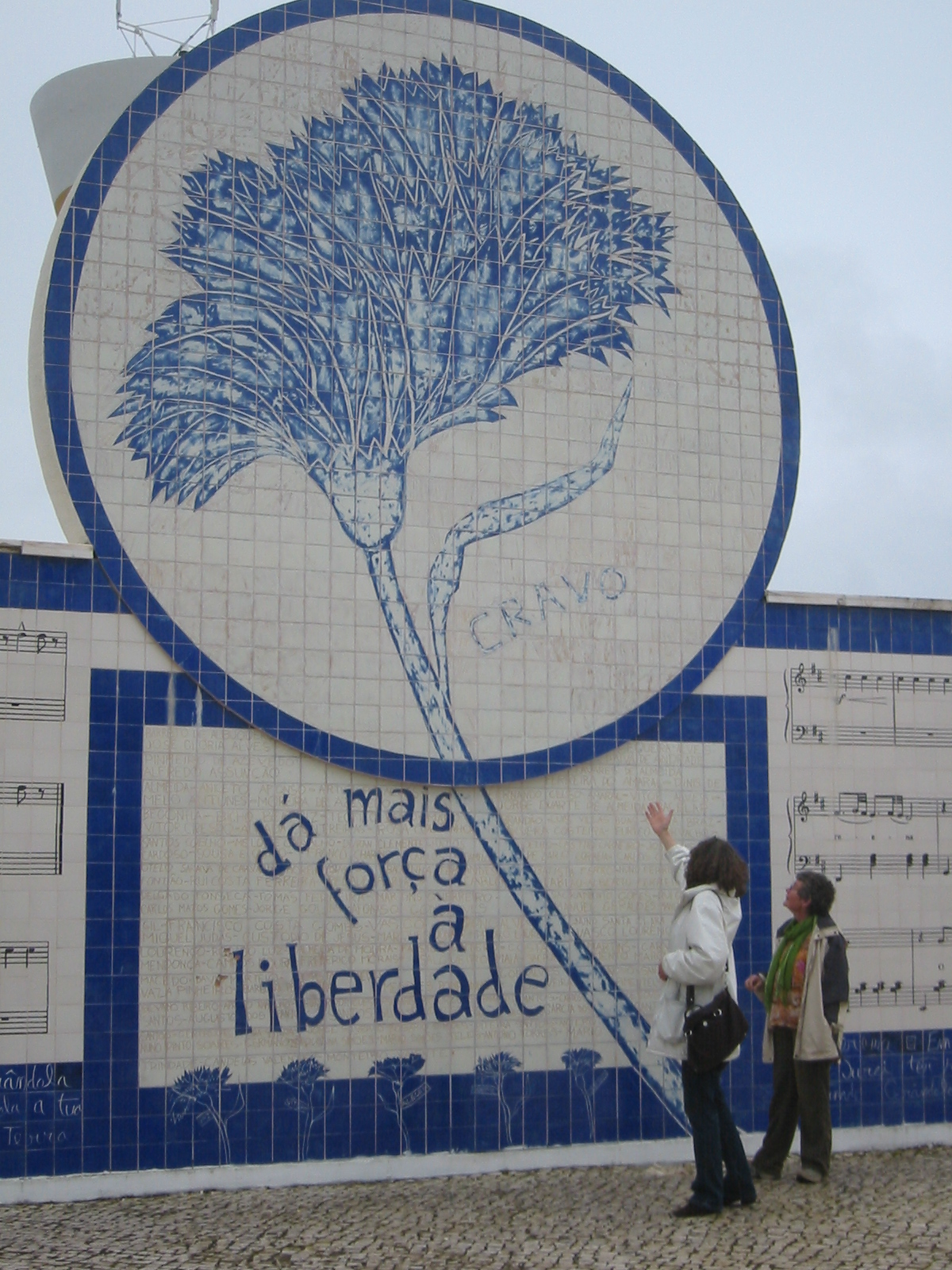
Monumento em Grândola.

A primeira reunião clandestina de capitães foi realizada em Bissau, em 21 de agosto de 1973. Uma nova reunião, em 9 de setembro de 1973 no Monte Sobral (Alcáçovas), dá origem ao Movimento das Forças Armadas. No dia 5 de março de 1974 é aprovado o primeiro documento do movimento: Os Militares, as Forças Armadas e a Nação, que é posto a circular clandestinamente. No dia 14 de março o governo demite os generais Spínola e Costa Gomes dos cargos de Vice-Chefe e Chefe de Estado-Maior General das Forças Armadas, alegadamente por estes se terem recusado a participar numa cerimónia de apoio ao regime. No entanto, a verdadeira causa da expulsão dos dois Generais foi o facto de o primeiro ter escrito, com a cobertura do segundo, um livro, Portugal e o Futuro, no qual, pela primeira vez, uma alta patente advogava a necessidade de uma solução política para as revoltas separatistas nas colónias e não uma solução militar. No dia 24 de março, a última reunião clandestina dos capitães revoltosos decide o derrube do regime pela força. Prossegue a movimentação secreta dos capitães até ao dia 25 de abril. A mudança de regime acaba por ser feita por acção armada.
Em fevereiro de 1974, Marcello Caetano é forçado pela velha guarda do regime a destituir o general António de Spínola e os seus apoiantes. Tentava este, com ideias de índole federalista tornadas célebres num livro publicado pelo próprio intitulado Portugal e o Futuro

### 25 de abril de 1974 - a Operação Fim-Regime

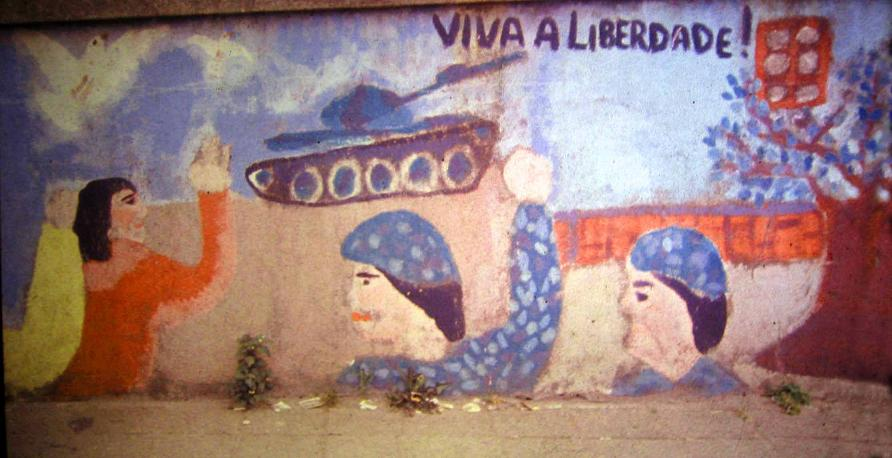
«Viva a Liberdade», pintura mural

No dia 24 de abril de 1974, um grupo de militares comandados por Otelo Saraiva de Carvalho na insurreicionista "Operação Fim-Regime" instala secretamente o posto de comando do movimento golpista no quartel da Pontinha, em Lisboa. Às 22h55m é transmitida a canção E depois do Adeus, de Paulo de Carvalho, pelos Emissores Associados de Lisboa, emitida por João Paulo Diniz. Este é um dos sinais previamente combinados pelos golpistas, que desencadeia a tomada de posições da primeira fase do golpe de estado. O segundo sinal é dado à 00h20m, quando a canção Grândola, Vila Morena de Zeca Afonso é transmitida pelo programa Limite, da Rádio Renascença, que confirma o golpe e marca o início das operações. O locutor de serviço nessa emissão é Leite de Vasconcelos, jornalista e poeta moçambicano. Ao contrário de E Depois do Adeus, que era muito popular por ter vencido o Festival RTP da Canção, Grândola, Vila Morena fora ilegalizada, pois, segundo o governo, fazia alusão ao comunismo.
O golpe militar do dia 25 de abril tem a colaboração de vários regimentos militares que desenvolvem uma ação concertada. No Norte, uma força do CICA 1 liderada pelo Tenente-Coronel Carlos de Azeredo toma o Quartel-General da Região Militar do Porto. Estas forças são reforçadas por forças vindas de Lamego. Forças do BC9 de Viana do Castelo tomam o Aeroporto de Pedras Rubras. Forças do CIOE tomam a RTP e o RCP no Porto. O regime reage, e o ministro da Defesa ordena a forças sediadas em Braga para avançarem sobre o Porto, no que não é obedecido, dado que estas já tinham aderido ao golpe.[carece de fontes?]
À Escola Prática de Cavalaria, que parte de Santarém, cabe o papel mais importante: a ocupação do Terreiro do Paço. As forças da Escola Prática de Cavalaria são comandadas pelo então Capitão Salgueiro Maia. O Terreiro do Paço é ocupado às primeiras horas da manhã. Salgueiro Maia move, mais tarde, parte das suas forças para o Quartel do Carmo onde se encontra o chefe do governo, Marcello Caetano, que ao final do dia se rende, exigindo, contudo, que o poder seja entregue ao General António de Spínola, que não fazia parte do MFA, para que o "poder não caísse na rua". Marcello Caetano parte, depois, para a Madeira, rumo ao exílio no Brasil.[carece de fontes?]
No rescaldo dos confrontos morrem quatro pessoas, quando elementos da polícia política (PIDE/DGS) disparam sobre um grupo que se manifesta à porta das suas instalações na Rua António Maria Cardoso, em Lisboa.
O plano delineado por Otelo teria contemplado, em caso de insucesso na Metrópole, o MFA da Guiné neutralizar todos os demais comandos leais ao regime, a fim de iniciarem contactos com os insurrecionistas locais do PAIGC. Acreditava-se que as FA da Metrópole se recusariam a ir dominar os revoltosos portugueses na Guiné, e que isso fosse suficiente para levar à queda do regime.

## Rescaldo

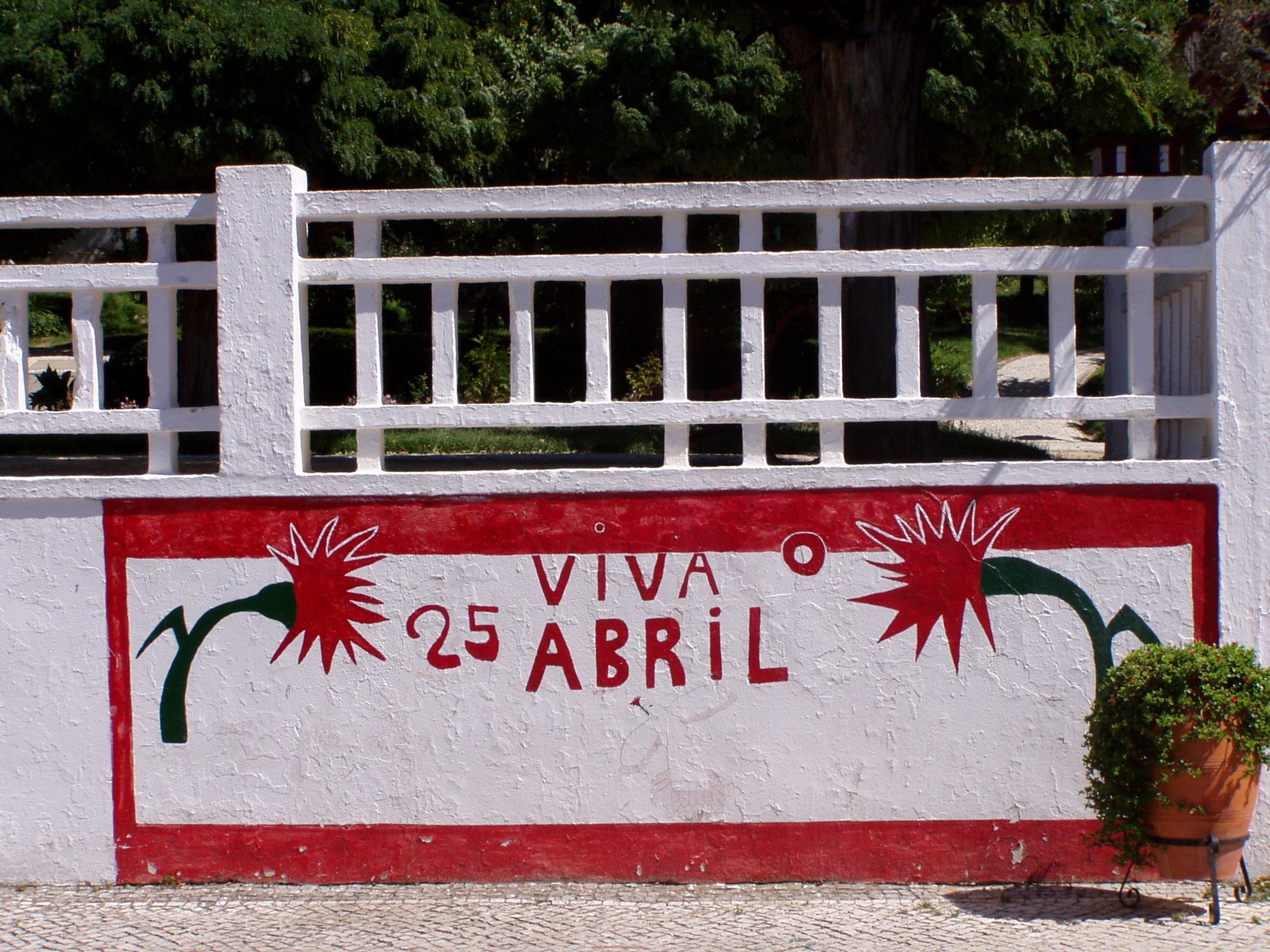
Mural na Chamusca, com uma dedicatória ao 25 de Abril.

No dia 26 de abril, forma-se a Junta de Salvação Nacional, constituída por militares encabeçados por António Spínola, que dará início a um governo de transição. O essencial do programa do MFA - documento redigido por figuras como Ernesto Melo Antunes, Vasco Gonçalves e Vítor Alves - é, em síntese, resumido no programa dos três Ds: Democratizar, Descolonizar, Desenvolver.
Entre as medidas imediatas da revolução, conta-se a extinção da polícia política (PIDE/DGS) e da Censura. Os sindicatos livres e os partidos são legalizados. No dia seguinte, a 26 de abril, são libertados presos políticos da Prisão de Caxias e de Peniche.[carece de fontes?] Os líderes políticos da oposição no exílio voltam ao país nos dias seguintes. Passada uma semana, o 1.º de maio é celebrado em plena liberdade nas ruas, pela primeira vez em muitos anos. Em Lisboa junta-se cerca de um milhão de pessoas.[carece de fontes?]

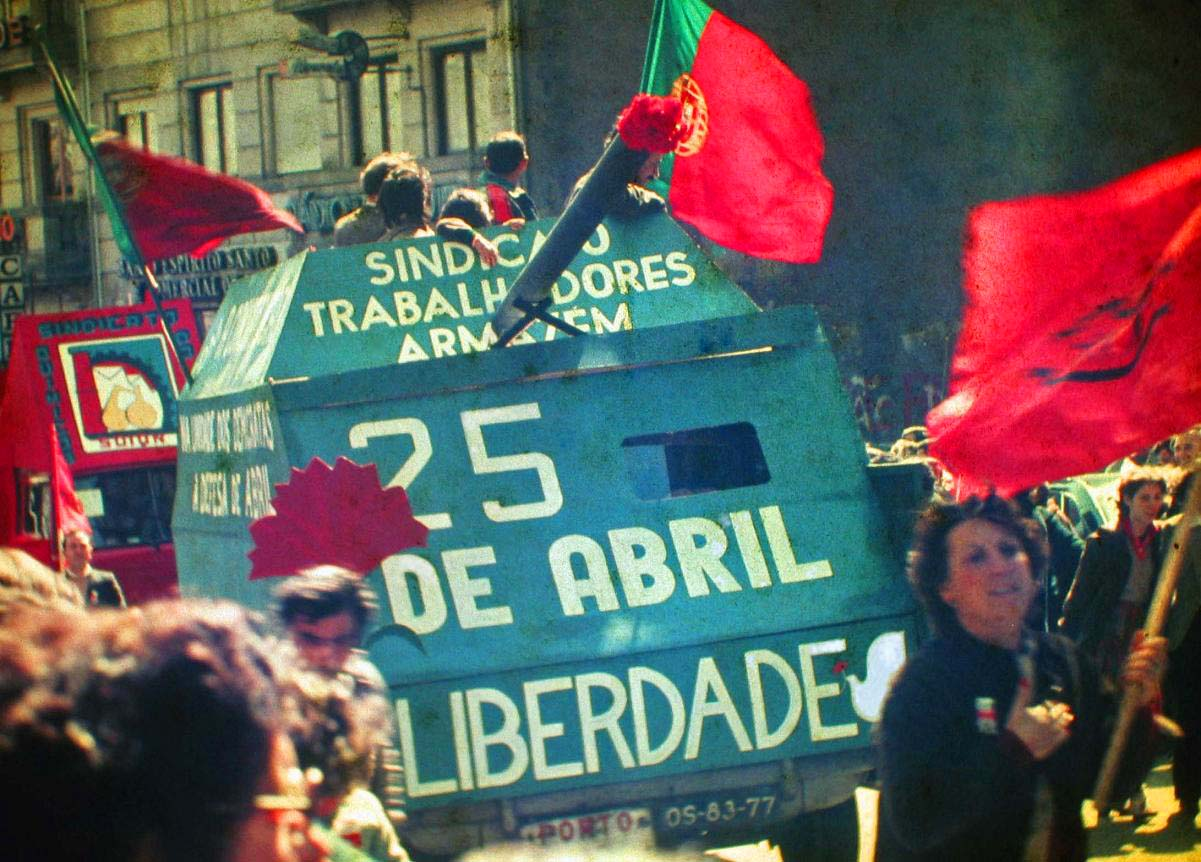
Manifestação do 25 de Abril de 1983 na cidade do Porto

Portugal passará por um período conturbado de cerca de dois anos, comummente designado por Processo Revolucionário em Curso (PREC), em que se confrontam facções de esquerda e direita, por vezes com violência. Em 1975, verificam-se duas tentativas de golpe de estado por facções opostas, a primeira a 11 de março e a seguinte em 25 de novembro, intercaladas pelo Verão Quente, período com violência manifestando-se sobretudo em ações organizadas no Norte, a maioria ligados ao MDLP da direita radical. São nacionalizadas grandes empresas, "saneados" quadros importantes e levadas ao exílio personalidades identificadas com o Estado Novo, gente que não partilha da visão política que a revolução prescreve. Consumam-se várias conquistas da revolução. Acabada a guerra colonial, durante o PREC as colónias africanas e de Timor-Leste tornam-se independentes.
Finalmente, na efeméride do dia 25 de abril de 1975, têm lugar as primeiras eleições livres, para a Assembleia Constituinte, ganhas em grande medida pelo PS. Na sequência dos trabalhos desta assembleia é elaborada uma nova Constituição, de forte pendor socialista, e estabelecida uma democracia parlamentar de tipo ocidental. A constituição é aprovada a 2 de abril de 1976 pela maioria dos deputados, abstendo-se apenas o CDS. Marca-se assim o fim do Processo Revolucionário em Curso e segue um período de estabilização política. 
Após as primeiras eleições legislativas livres, decorridas na segunda efeméride da revolução, forma-se então o I Governo Constitucional de Portugal, chefiado por Mário Soares, a 23 de julho de 1976. Ganha as presidenciais de 27 de junho de 1976 o general Ramalho Eanes, candidato independente, embora com o apoio dos partidos da esquerda moderada, do centro-direita e do Conselho da Revolução que presidia. A principal vitória de Ramalho seria contra o candidato oponente Otelo Saraiva de Carvalho.

## Legado

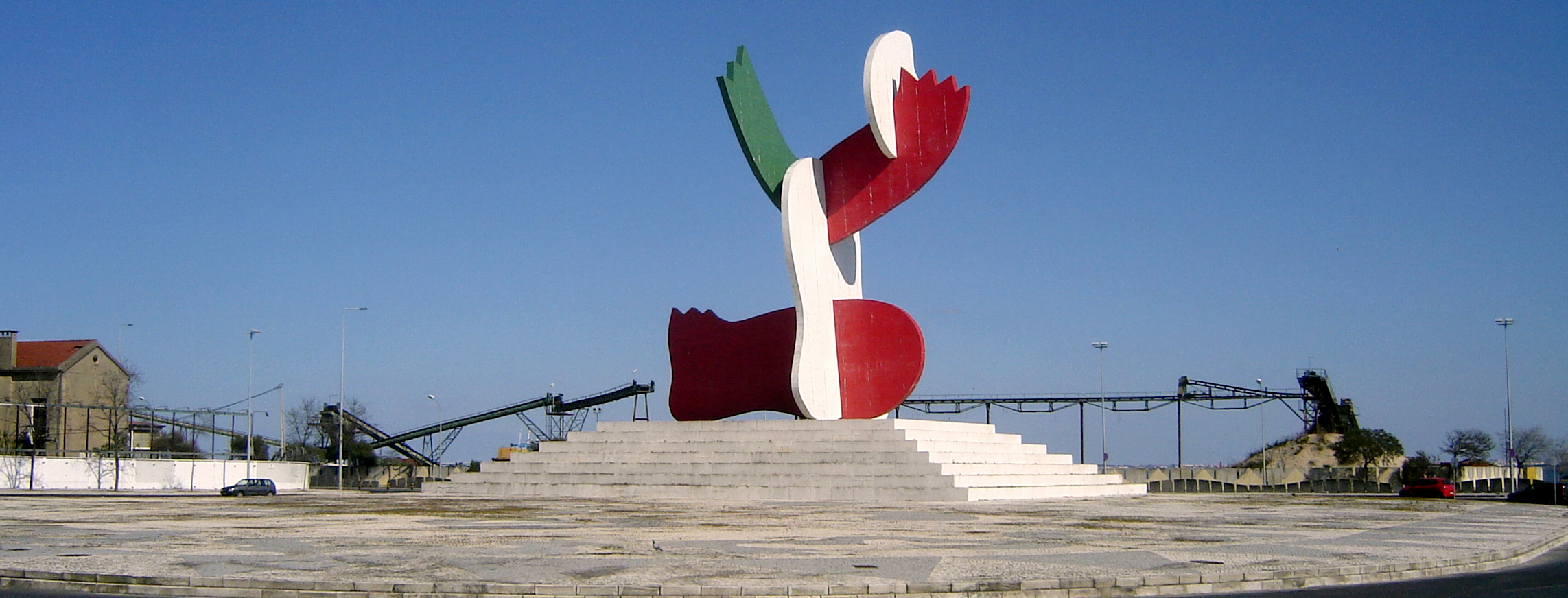
Em 25 de Abril de 1999, 25 anos após o 25 de Abril de 1974 é inaugurada a praça 25 de Abril em Lisboa

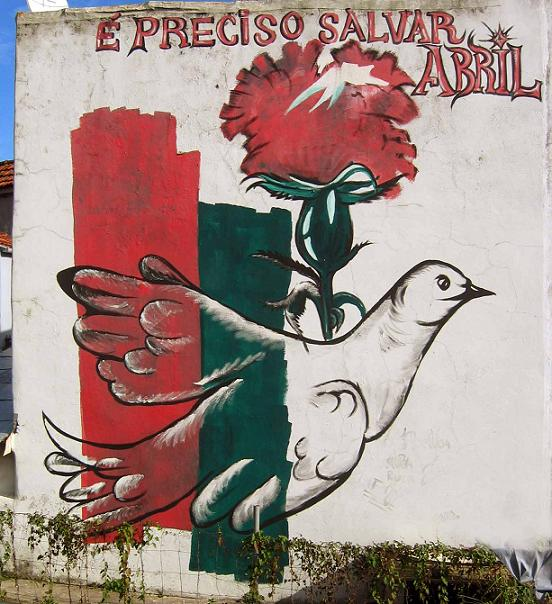
Pintura mural, onde se lê É preciso salvar Abril

### Polarização
A Revolução dos Cravos continua a dividir a sociedade portuguesa, sobretudo nos estratos mais velhos da população que viveram os acontecimentos, nas facções extremas do espectro político e nas pessoas politicamente mais empenhadas. A análise que se segue refere-se apenas às divisões entre estes estratos sociais.[carece de fontes?]
Extremam-se entre eles os pontos de vista dominantes na sociedade portuguesa em relação ao 25 de abril. Quase todos reconhecem, de uma forma ou de outra, que a revolução de abril representou um grande salto no desenvolvimento político-social do país.
À esquerda, pensa-se que o espírito inicial da revolução se perdeu. O PCP lamenta que não se tenha ido mais longe e que muitas das chamadas "conquistas da revolução" se tenham perdido. Os sectores mais conservadores de direita tendem a lamentar o que se passou, incluindo a forma como a descolonização foi feita. A direita lamenta as nacionalizações no período imediato ao 25 de abril de 1974, afirmando que a revolução agravou o crescimento de uma economia já então fraca. A esquerda defende que a o agravamento da situação económica do país é consequente de medidas então programadas que não foram aplicadas ou que foram desfeitas pelos governos posteriores a 1975.

### Comemoração dos 50 anos
A propósito das comemorações dos 50 anos do 25 de abril de 1974, o governo do Partido Socialista criou uma comissão para consolidar a memória e produzir elementos educacionais sobre a época. O período de atuação começou em março de 2022 e continuará até dezembro de 2026. O primeiro comissário foi Pedro Adão e Silva, substituído por Maria Inácia Rezola, aquando da ida do primeiro para o governo.

### Cravo
O cravo vermelho tornou-se o símbolo indissolúvel da Revolução de Abril de 1974. Celeste Caeiro, que trabalhava num restaurante na Rua Braamcamp de Lisboa, tendo o restaurante permanecido encerrado pelos acontecimentos, transportava pelas ruas um ramo de cravos brancos e vermelhos nas mãos. Um soldado pediu-lhe um cigarro, mas ela só tinha flores e decidiu então iniciar a distribuição dos cravos aos soldados, que logo os colocaram nos canos das suas armas. Mais tarde as floristas da Baixa continuaram a replicar o gesto. Por esta razão este dia também ficou conhecido como "Revolução dos Cravos".

## Representações na Cultura

### Cinema

#### Documentários
- As Armas e o Povo — (Portugal, 1975), p/b 16/35 mm, 80 min, filme colectivo que retrata a primeira semana de revolução, cobrindo os acontecimentos do 25 de Abril ao 1º de Maio de 1974.
- Continuar a Viver ou Os Índios da Meia-Praia — (Portugal, 1976), documentário histórico de António da Cunha Telles, misto de filme etnográfico e de cinema militante, sobre a comunidade piscatória do Algarve da Meia-Praia.
- Cravos de Abril — (Portugal, 1976), documentário histórico, p/b e cor 16 mm, 28 min, de Ricardo Costa, retratando os eventos desde o 25 de abril até ao 1º de maio.
- 25 Avril (Portugal, 25 Avril) — Filme de Jacques Comets e do Collectif Unicité, 1974, 55 min., p/b.
- Setúbal, ville rouge (França/Portugal, 1975), documentário histórico (em português e francês), p/b e cor 16 mm, 93 min, de Daniel Edinger, retratando a organização do poder popular em Setúbal em outubro 1975.[81]
- Deus, Pátria, Autoridade (Portugal, 1975), documentário histórico de Rui Simões
- Scenes from the Class Struggle in Portugal (Cenas da Luta de Classes em Portugal, EUA/Portugal 1977), 16mm, p/b e cor, 85 min, de Robert Kramer.[82]
- Torre Bela — (Portugal, 1977), documentário histórico de Thomas Harlan
- Bom Povo Português (Portugal, 1981), documentário histórico de Rui Simões
- Outro País (Portugal, 2000), documentário de Sérgio Tréfaut, sobre a Revolução do ponto de vista cinematográfico.
- 25 de Abril - Uma Aventura para a Democracia (Portugal, 2000), documentário experimental de Edgar Pêra
- Cartas a Uma Ditadura (Portugal, 2006), documentário dirigido e narrado por Inês de Medeiros
- 48 (Portugal, 2009), documentário de Susana Sousa Dias[83]
- Linha Vermelha (Portugal, 2011), documentário de José Filipe Costa[84]
- Estética, Propaganda e Utopia no Portugal do 25 de Abril (Portugal, 2014), documentário de Paulo Seabra[85]
- O Meu Outro País (Portugal, 2014), documentário de Solveig Nordlund[86]

#### Ficção
- Um Adeus Português (Portugal, 1986), longa-metragem de João Botelho
- Cinco Dias, Cinco Noites (Portugal, 1986), longa-metragem de José Fonseca e Costa
- Capitães de Abril — (Portugal, 2000), longa-metragem de Maria de Medeiros
- Alla rivoluzione sulla due cavalli — (Itália, 2001), longa-metragem de Maurizio Sciarra
- Amanhã (Portugal, 2004), longa-metragem de Solveig Nordlund[87]
- As Ondas de Abril — (Suíça/França/Portugal, 2013), longa-metragem de Lionel Baier
- Salgueiro Maia - O Implicado — (Portugal, 2022), longa-metragem de Sérgio Graciano[88]
- Revolução (sem) sangue — (Portugal, 2024), longa-metragem de Rui Pedro Sousa[89]

### Televisão
- A Hora da Liberdade — ficção documental da SIC, 1999[90]
- Mulheres de Abril — série da RTP1, 2014[91][92]
- 25 minutos de uma Revolução — documentário do canal História, 2017
- Salgueiro Maia - Rumo à Eternidade — documentário da RTP1, 2019[93]
- Mulheres na Resistência — série documental da RTP2, 2020[94]
- Exílios no Feminino — série documental da RTP2, 2022[95]
- O Rochedo e a Onda — minissérie da RTP2, 2023[96]
- 25 Curiosidades, 25 de Abril — programa infanto-juvenil da RTP2, 2024[97]
- De Pé Sobre a História: O Mundo do Trabalho — série documental da RTP2, 2024[98]
- A Conspiração — série documental da RTP1, 2024[99]
- Os Olhos da Revolução — documentário da RTP1, 2024[100]
- Viva a Democracia - 50 Anos e o Futuro — documentário da RTP1, 2024[101]

A par do cinema, também a televisão tirou partido das novas liberdades, noticiando sem censura, registando em filme, em entrevistas e documentários momentos históricos, fazendo de um país em ebulição retratos vivos.
A Revolução dos Cravos foi amplamente coberta, além da RTP, por várias televisões estrangeiras, logo após ter sido notícia de interesse internacional. As primeiras imagens do 25 de Abril foram divulgadas na televisão alemã (ver Cravos de Abril). As televisões que mais deram cobertura aos acontecimentos foram as cadeias alemãs (ARD e ZDF) e, no final do PREC, com o Verão Quente, a norte-americana CBS, com a qual Ricardo Costa também colaborou.
A televisão alemã, em particular a ARD, canal oficial, foi a que mais filmou, tendo reunido documentação muito completa dos principais eventos políticos e históricos da época. O correspondente estrangeiro então mais ativo nessa época, quer em Lisboa quer em Madrid (onde foi instalado um estúdio), foi o alemão Horst Hano, que algum tempo depois daria larga cobertura à agonia do regime franquista.
Uma grande parte da produção da ARD nessa época não consta em arquivo, o mesmo sucedendo com a CBS, o que leva a temer que a maior parte desse património se encontre perdido.

### Literatura

#### Livros
- Ensaio Geral Passado e Futuro do 25 de Abril (2004), de Francisco Louçã e Fernando Rosas.
- Capitãs de Abril (2014), de Ana Sofia Fonseca.
- 1974 — o ano que começou em abril (2014), de António Luís Marinho e Mário Carneiro.
- Zeca Afonso — Livra-te do Medo (2014), de José António Salvador.
- Cartas entre Marcello Caetano e Laureano López Rodó (2014), de Paulo Miguel Martins.
- Nas bocas do mundo — o 25 de Abril e o PREC na imprensa internacional (2014), de Joaquim Vieira e Reto Monico.
- Portugal, a Flor e a Foice (2014), de José Rentes de Carvalho.
- História do Povo na Revolução Portuguesa — 1974–75 (2014), de Raquel Varela.
- Os rapazes dos tanques (2017), de Alfredo Cunha e Adelino Gomes.

##### Contos infantis
- Vinte Cinco a Sete Vozes (1999), Alice Vieira.[102]
- 7x25 — Histórias de Liberdade (2008), Margarida Fonseca Santos (texto) e Inês Carmo (ilustração).[103]
- Era Uma Vez o 25 de Abril (2014), José Fanha.[104]
- 25 de Abrir — o Abril que nos fez (2014), de Alexandre Honrado e Maria João Lopes.

#### Poesia
- Poema de Abril (1974), Sidónio Muralha
- As Portas que Abril Abriu (1975), José Carlos Ary dos Santos[105]
- 25 de Abril (1977), Sophia de Mello Breyner Andresen, in O Nome das Coisas.[106]
- Revolução — Descobrimento (1977), Sophia de Mello Breyner Andresen, in O Nome das Coisas.

#### Peças de teatro
- A Noite (1979), José Saramago

### Ensaio
- Ensaio Histórico sobre a Revolução do 25 de Abril' (1989), de José Medeiros Ferreira.

### Músicas
- "Grândola, Vila Morena" (1972), de José Afonso.
- "E depois do Adeus" (1974), de Paulo de Carvalho, com letra de José Niza e música de José Calvário.
- "Somos Livres" (1974), de Ermelinda Duarte, com letra da própria e arranjos de José Cid.
- "Liberdade" (1974), de Sérgio Godinho
- "Tanto Mar" (1975), de Chico Buarque de Holanda.
- "Madrugada" (1975), de Duarte Mendes e letra e música de José Luís Tinoco
- "Os Índios da Meia Praia" (1976), de José Afonso.
- "A Madrugada Que Eu Esperava" (2024), de Bárbara Tinoco